# オリオーロ・ロマーノ
オリオーロ・ロマーノ（伊: Oriolo Romano）は、イタリア共和国ラツィオ州ヴィテルボ県にある、人口約3,700人の基礎自治体（コムーネ）。

## 地理

### 位置・広がり
ヴィテルボ県南部のコムーネ。県都ヴィテルボから南へ29kmの距離にある。

#### 隣接コムーネ
隣接するコムーネは以下の通り。括弧内のRMはローマ県所属を示す。
- バッサーノ・ロマーノ
- ブラッチャーノ (RM)
- カナーレ・モンテラーノ (RM)
- マンツィアーナ (RM)
- ヴェヤーノ

### 気候分類・地震分類
オリオーロ・ロマーノにおけるイタリアの気候分類 (it) および度日は、zona E, 2166 GGである。
また、イタリアの地震リスク階級 (it) では、zona 3B (sismicità bassa) に分類される。